# Gynoplistia basispinosa
Gynoplistia basispinosa är en tvåvingeart som beskrevs av Alexander 1978. Gynoplistia basispinosa ingår i släktet Gynoplistia och familjen småharkrankar. Inga underarter finns listade i Catalogue of Life.